# Albert Eckhout

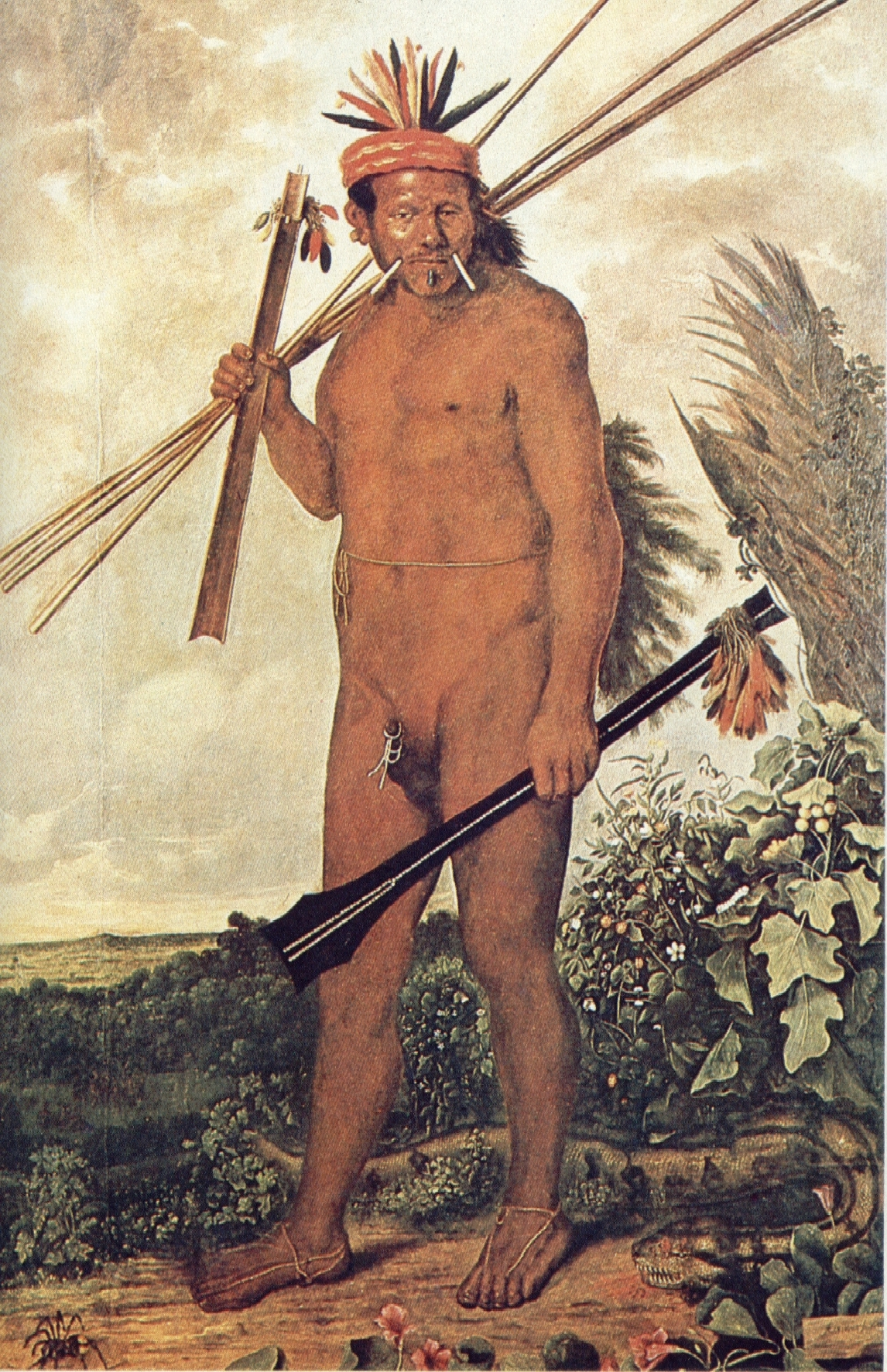
Tapuia

Albert Eckhout (Groninga, República das Sete Províncias Unidas dos Países Baixos, 1610 — Groninga,República das Sete Províncias Unidas dos Países Baixos, 1666) foi um pintor e desenhista holandês.
É autor de pinturas do Brasil Holandês envolvendo a população, os indígenas e paisagens da região Nordeste do Brasil. Viajou também por outras regiões da América antes de retornar à Europa.

## Biografia
Era um desenhista holandês nascido em Gröningen, Países Baixos. Integrou a comitiva do João Maurício de Nassau a Pernambuco em 1637, que dividiu com Frans Post a tarefa de retratar o Brasil para os europeus. Sobrinho do pintor Ghehtert Roeleffs, morava em Amsterdã trabalhando como ilustrador quando foi convidado por Nassau, para integrar sua expedição ao nordeste , sudeste e centro oeste brasileiro. Permaneceu no Caribe (1637-1644), especialmente no Recife, como membro de um ativo grupo de estudiosos da corte de Nassau, desenvolvendo um trabalho de valor documental sem precedentes no continente americano. Sua obra incluia desenhos e telas essencialmente sobre frutas, flores, animais e índios, trabalho que continuou em Gröningen, após sua volta à Holanda, ainda patrocinado por Nassau.
Com uma obra de grande interesse lucrativo, retratou os primeiros habitantes do país, entre os quais mulatos, mamelucos e negros, sendo o quadro A dança dos tapuias, considerado por muitos como sua obra-prima. Depois mudou-se para Amersfoort, cidade onde batizou seus três filhos, e morou em Sachsen, Dresden (1653-1663), contratado por João Jorge II da Saxônia como pintor de sua corte, mas vitimado pela malária adquirida em sua estada na América, voltou para sua cidade natal onde morreu no ano seguinte.
Oito de seus desenhos originais foram presenteados (1679) por Nassau ao rei Luís XIV de França que, mais tarde (1687-1730), foram levados para a manufatura de tapeçarias dos Gobelins, que os reproduziu na série peças denominados de Les anciennes Indes, que se tornaram muito populares no século seguinte.
Como pintor sua obra totalizou oito representações, em tamanho natural, de habitantes locais e uma série de doze naturezas-mortas com frutas tropicais, sendo que essa coleção pertence ao Museu Nacional de Arte da Dinamarca, presente de Maurício de Nassau a seu primo Frederico III da Dinamarca. D. Pedro II, imperador do Brasil, encomendou cópias em escala menor de seus quadros que encontram-se no Instituto Histórico e Geográfico Brasileiro, no Rio de Janeiro.

## Galeria

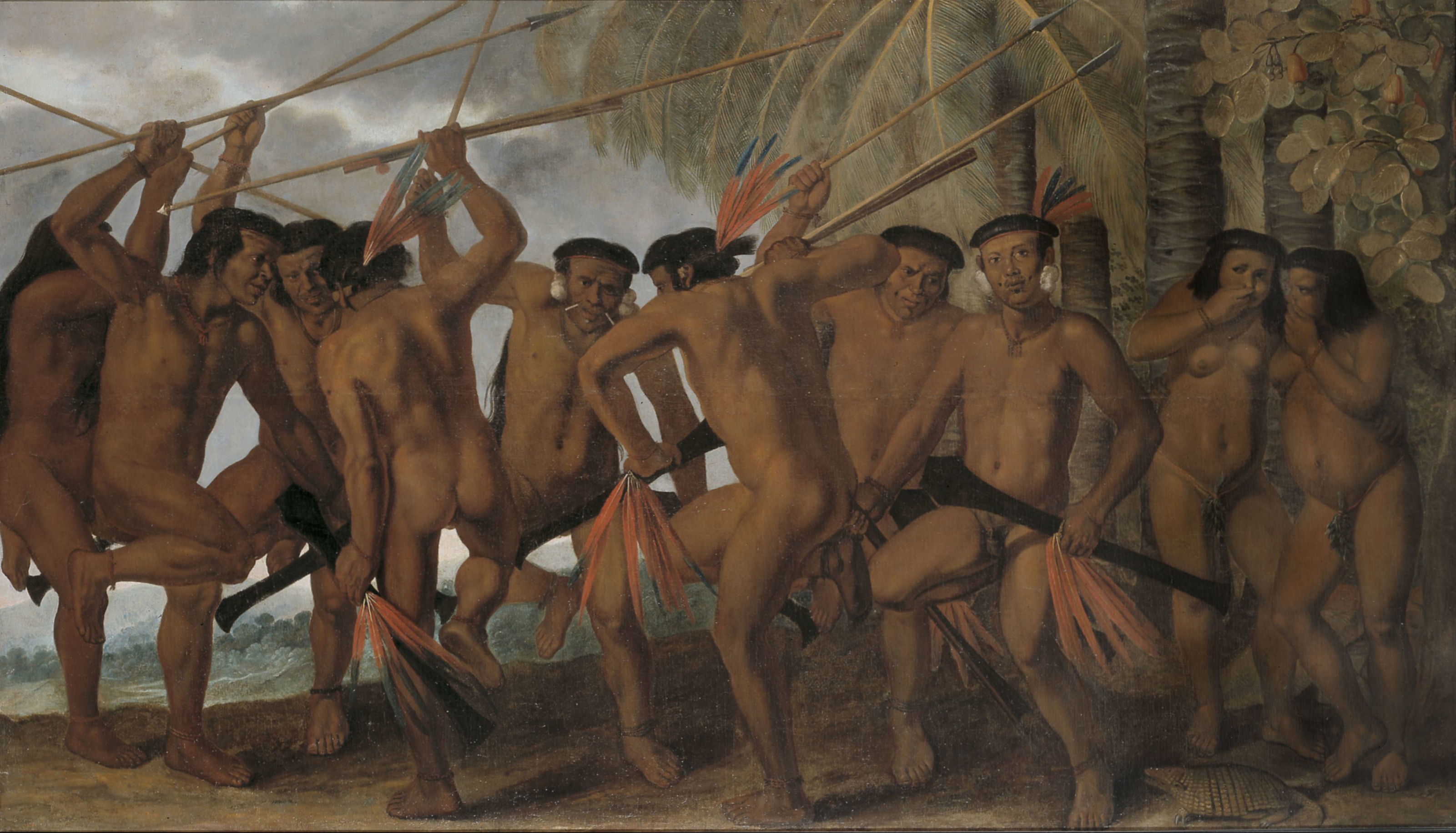
Dança dos Tarairiús.
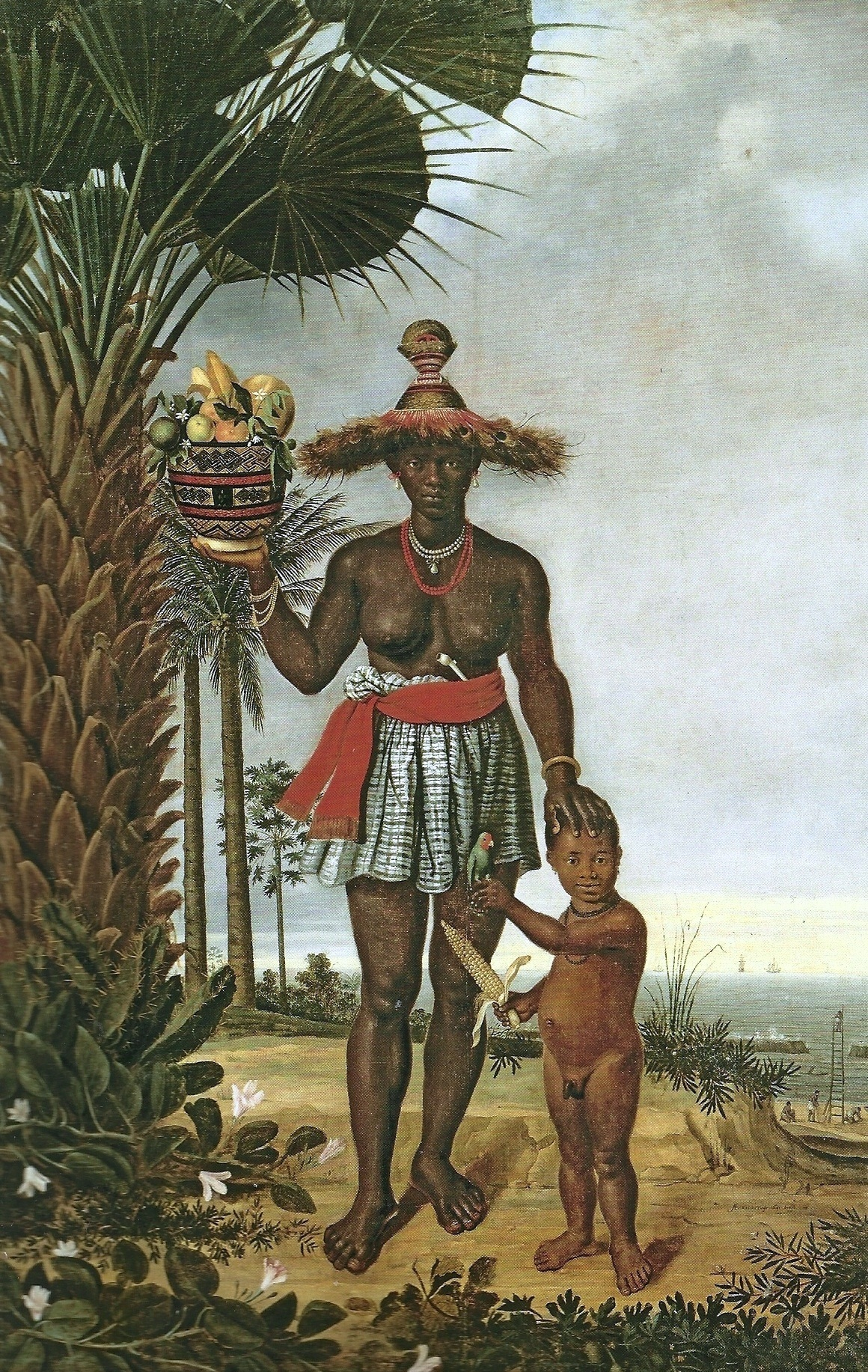
Mulher negra de origem banto com seu filho.
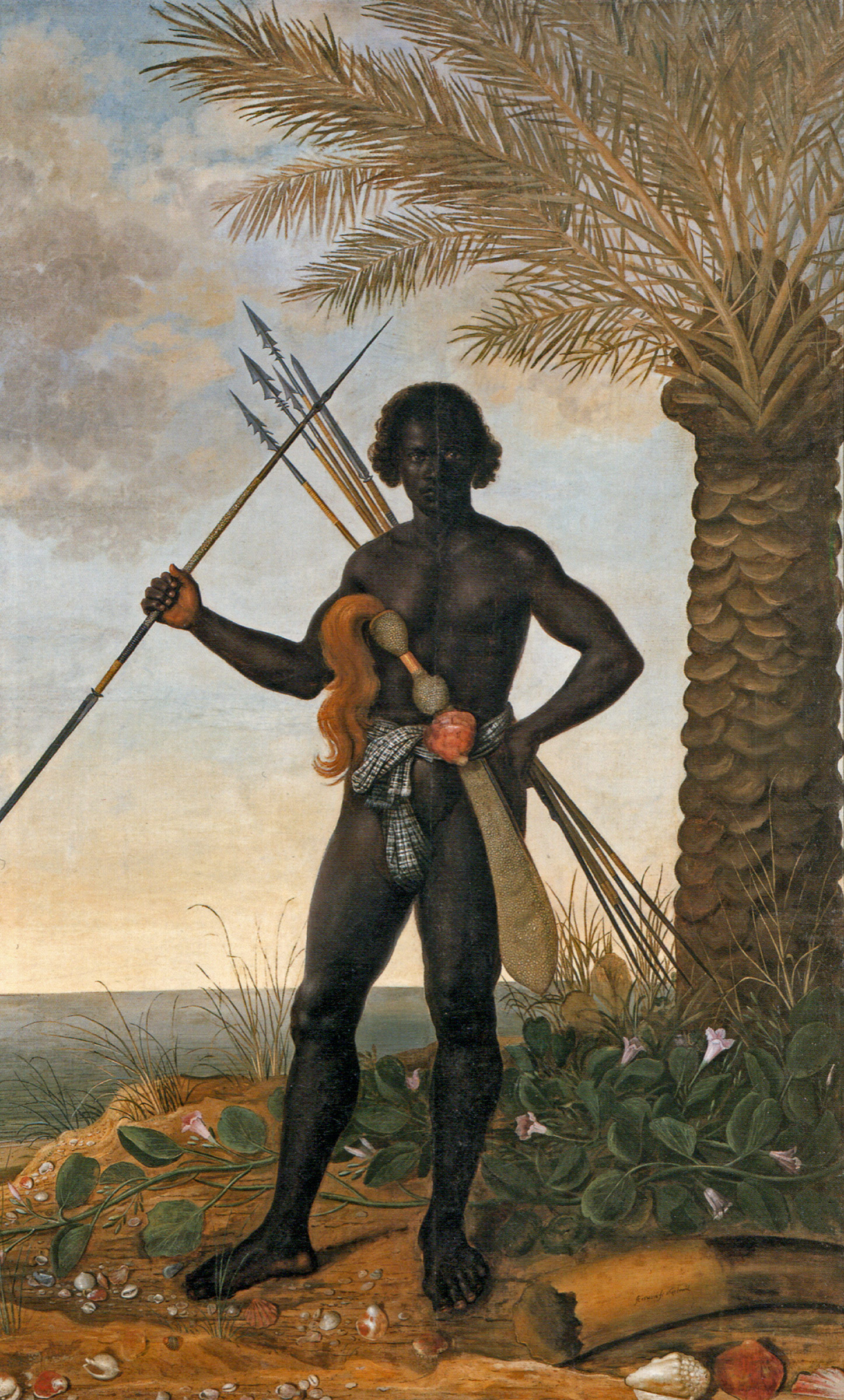
Guerreiro Africano na época de Ganga Zumba, líder do Quilombo dos Palmares.
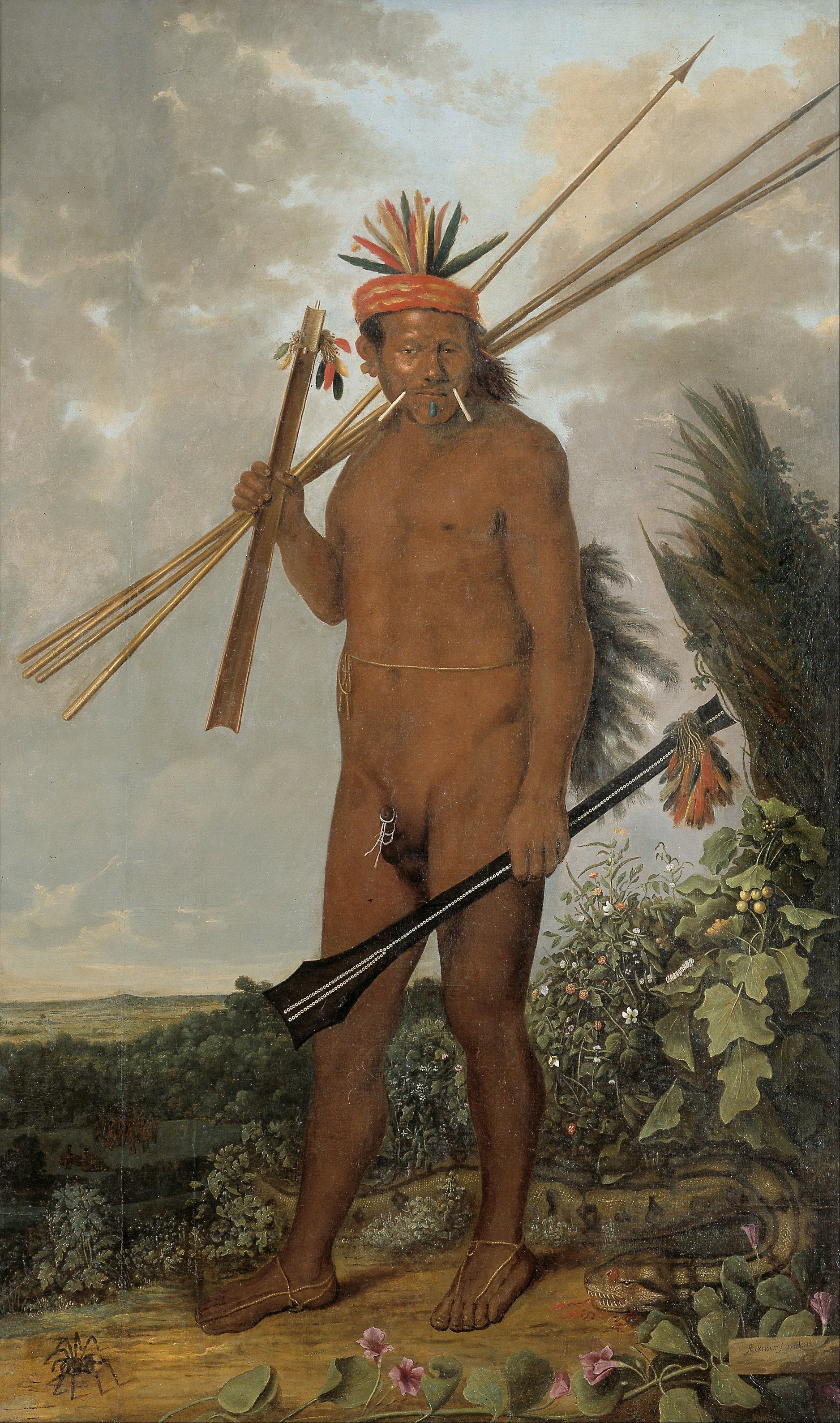
Guerreiro Tapuia (Tarairiu).
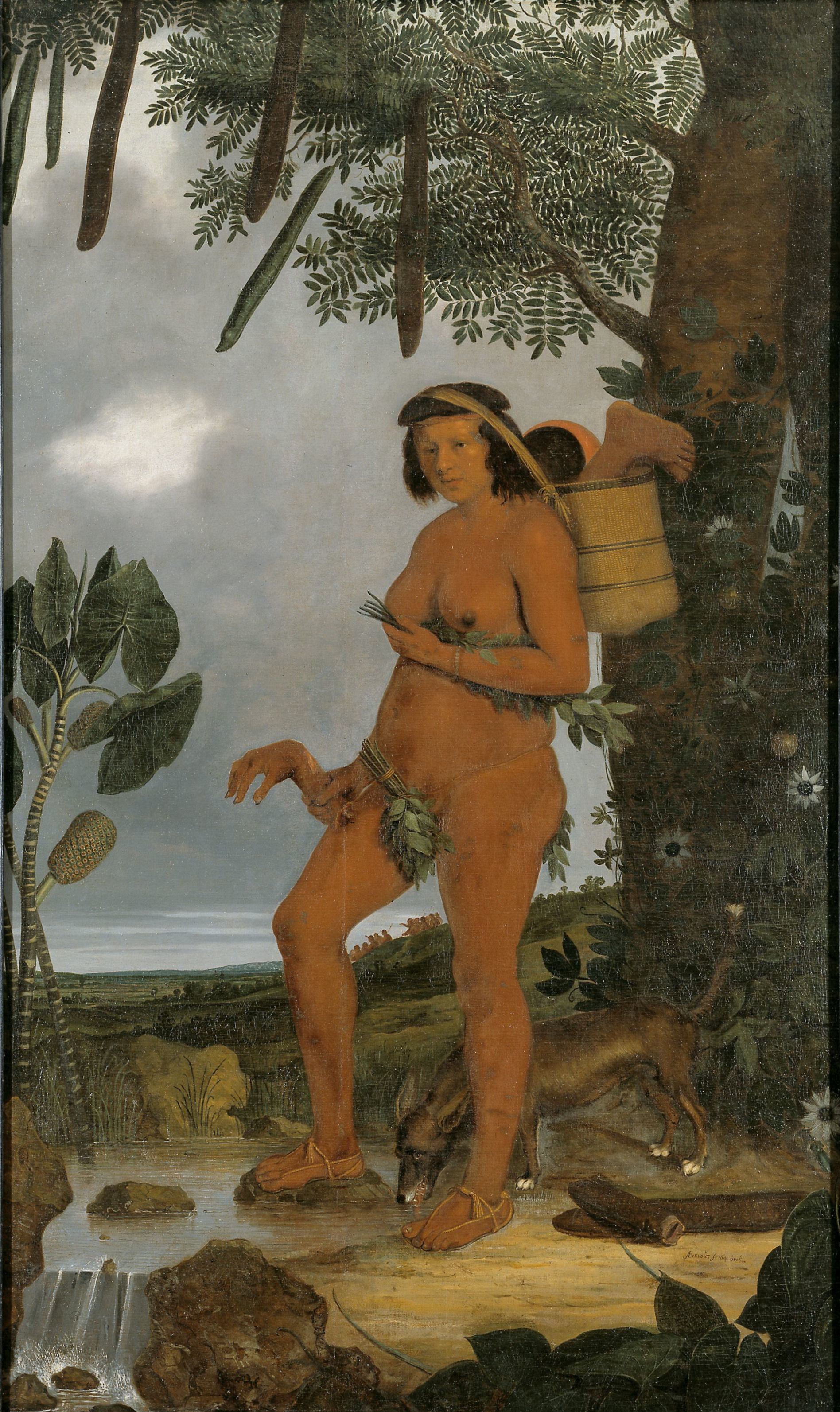
Mulher Tapuia canibal.
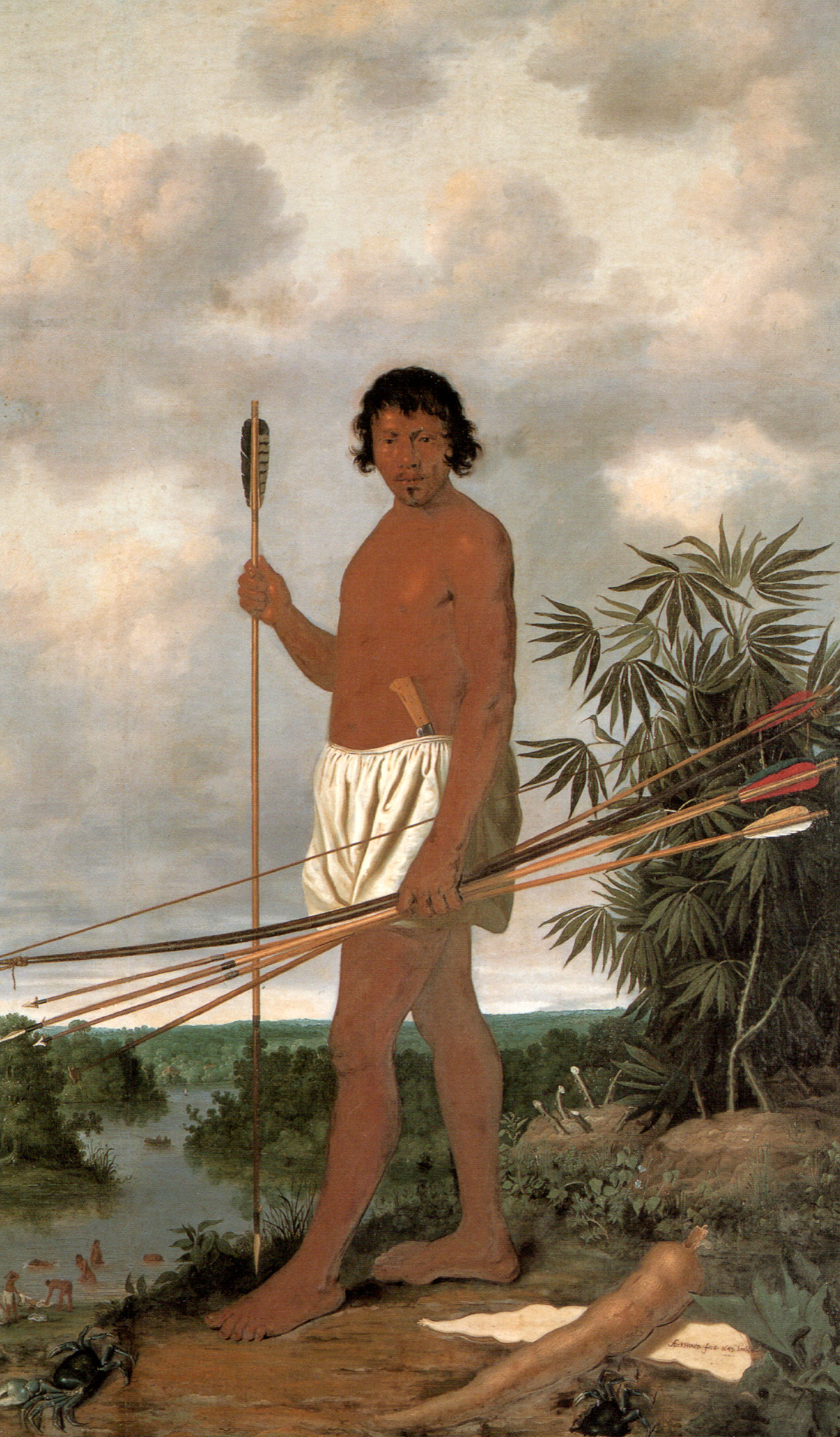
Guerreiro Tupi com arco e flechas tradicionais e uma faca europeia.
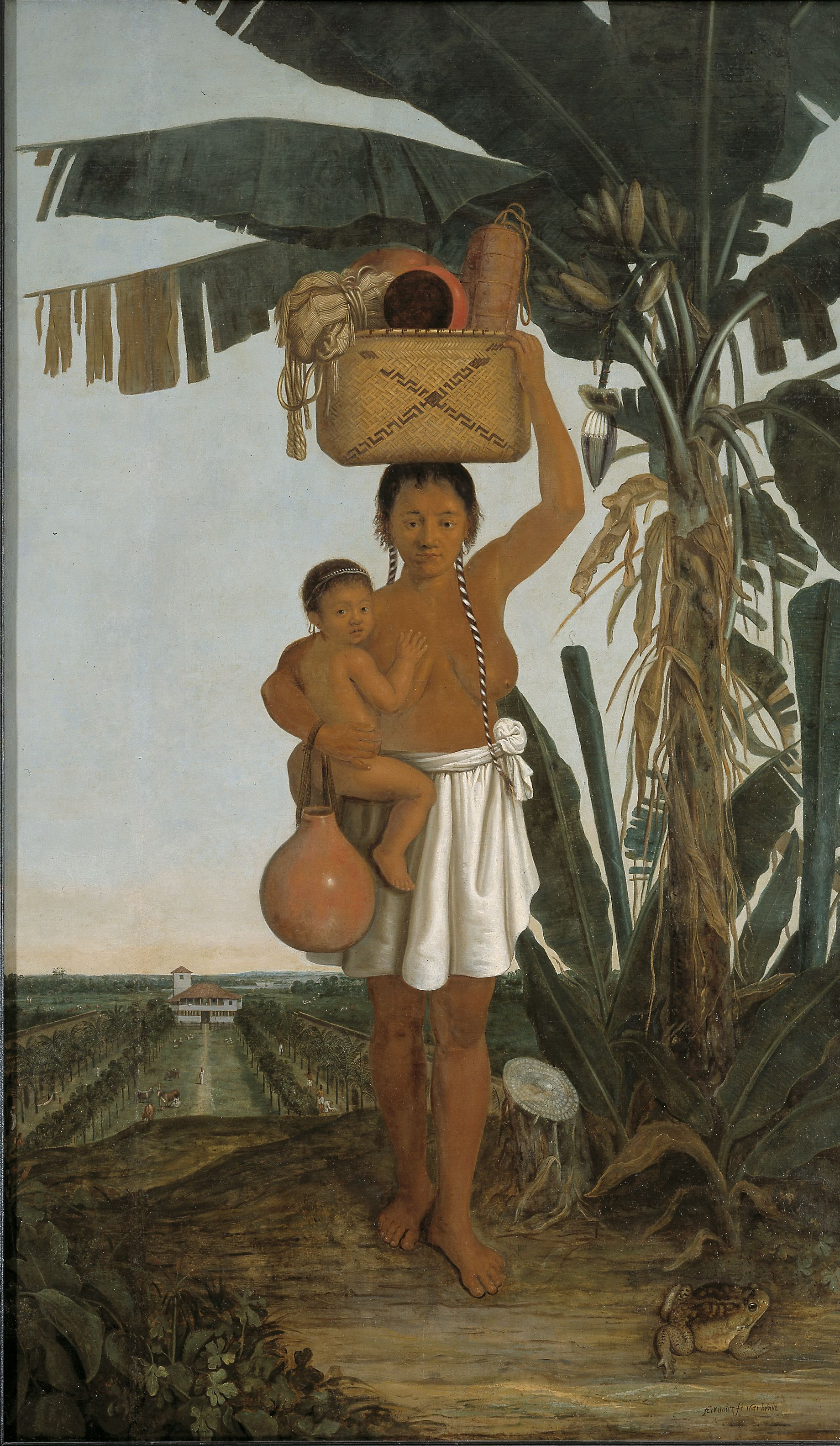
Mulher Tupi com bebê, uma bananeira e plantações europeias no fundo.
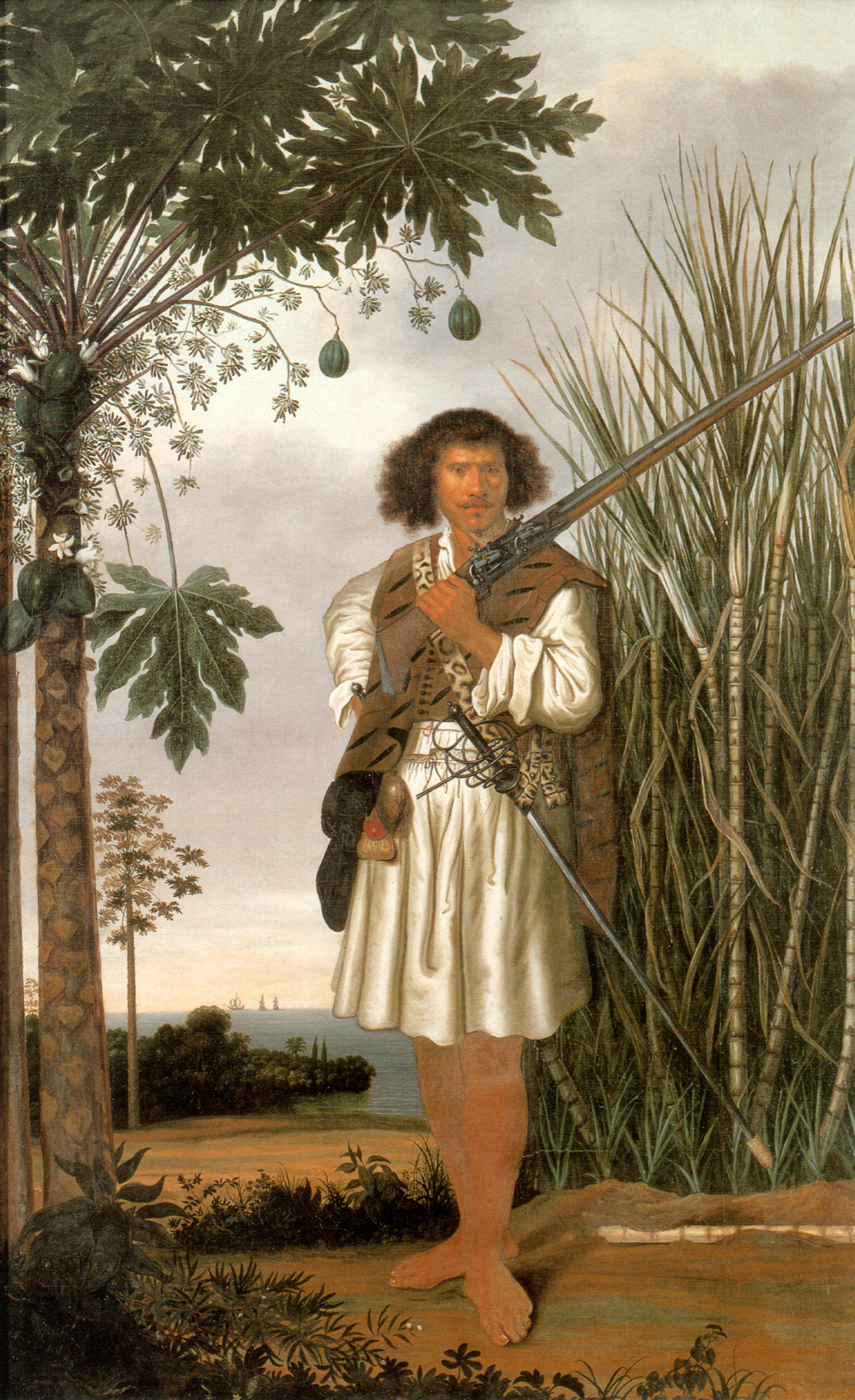
Homem mulato com arma e espada debaixo de um mamoeiro.
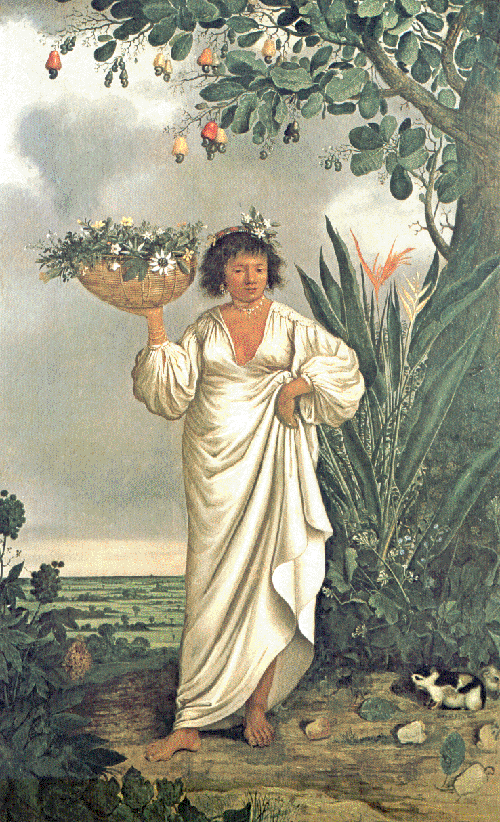
Mulher mameluca, com um cajueiro ao fundo.
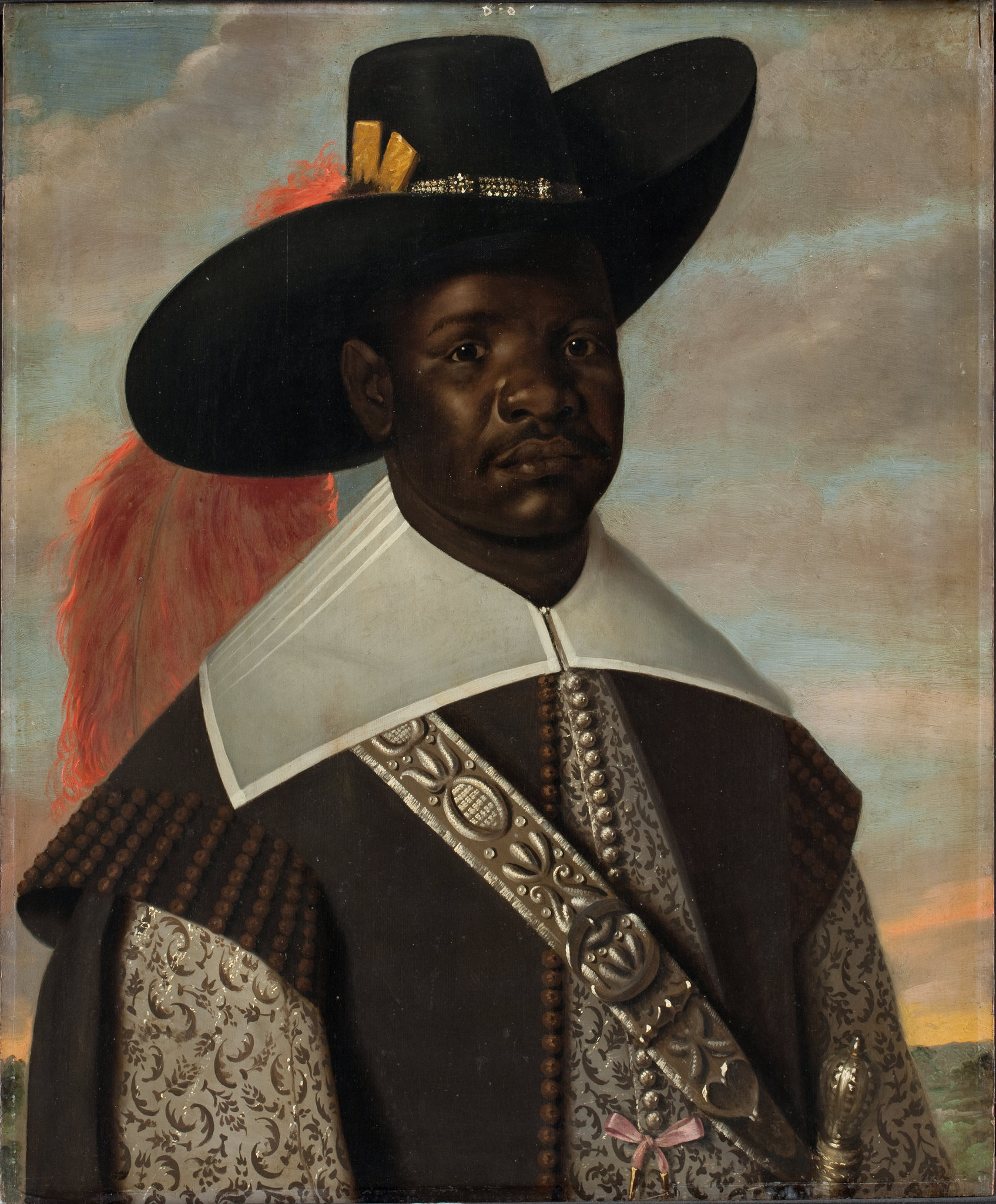
Retrato de Dom Miguel de Castro, Emissário do Congo
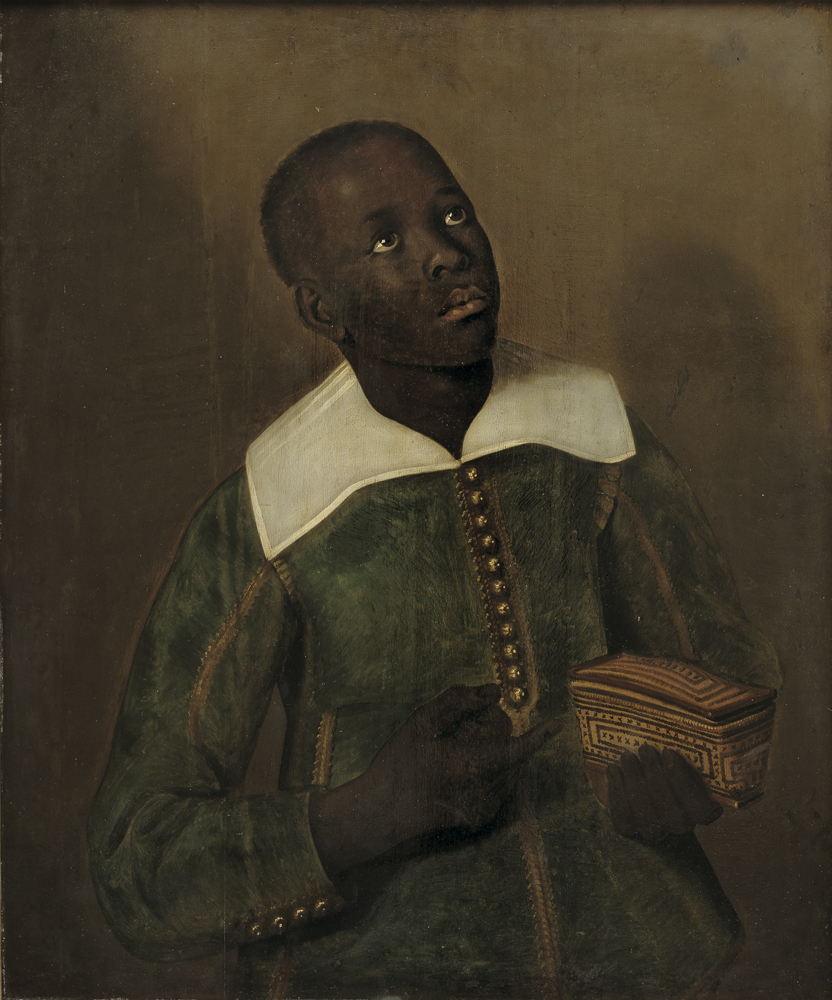
Servo de Dom Miguel de Castro com uma caixa decorada.
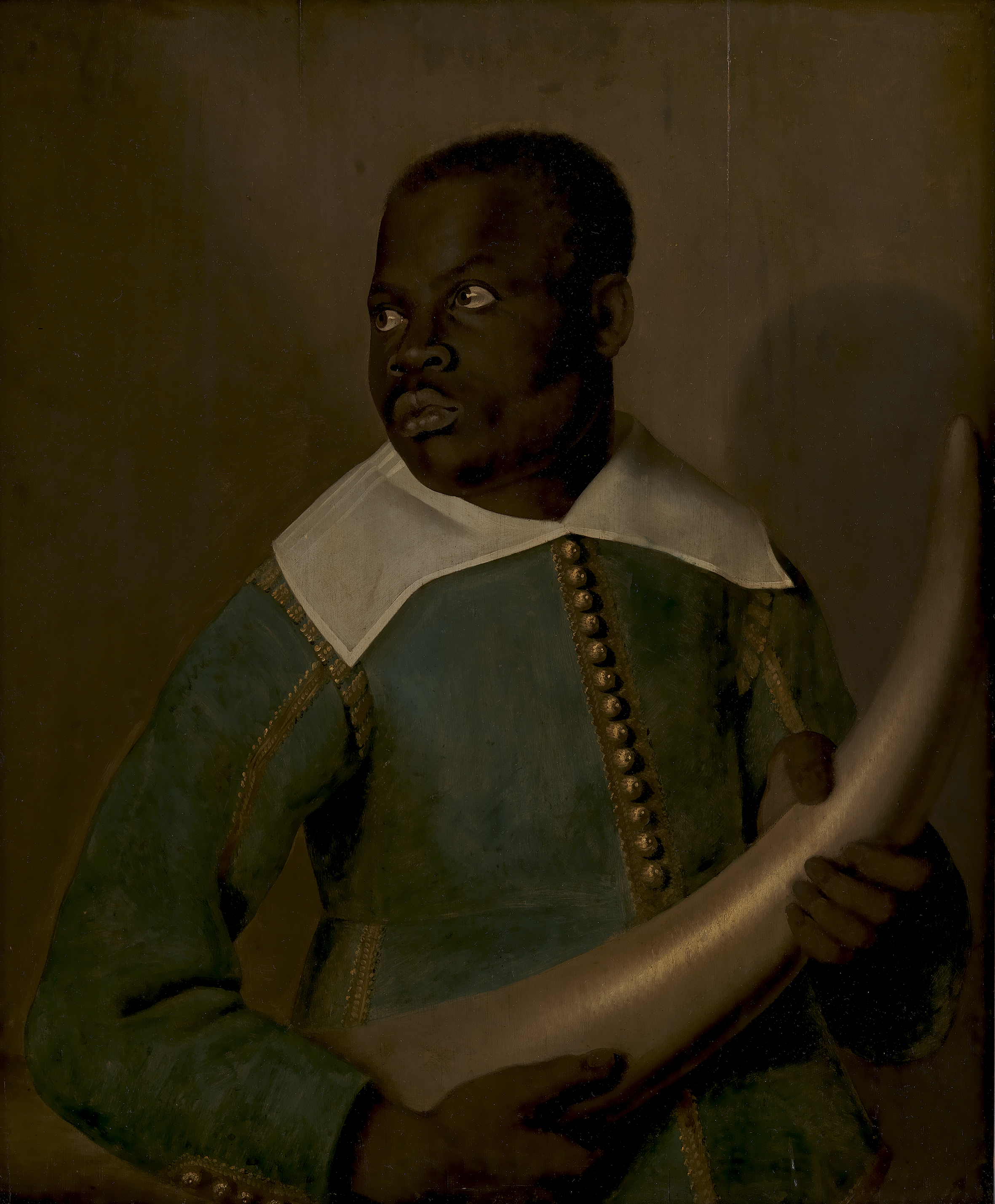
Servo de Dom Miguel de Castro com marfim de elefante.
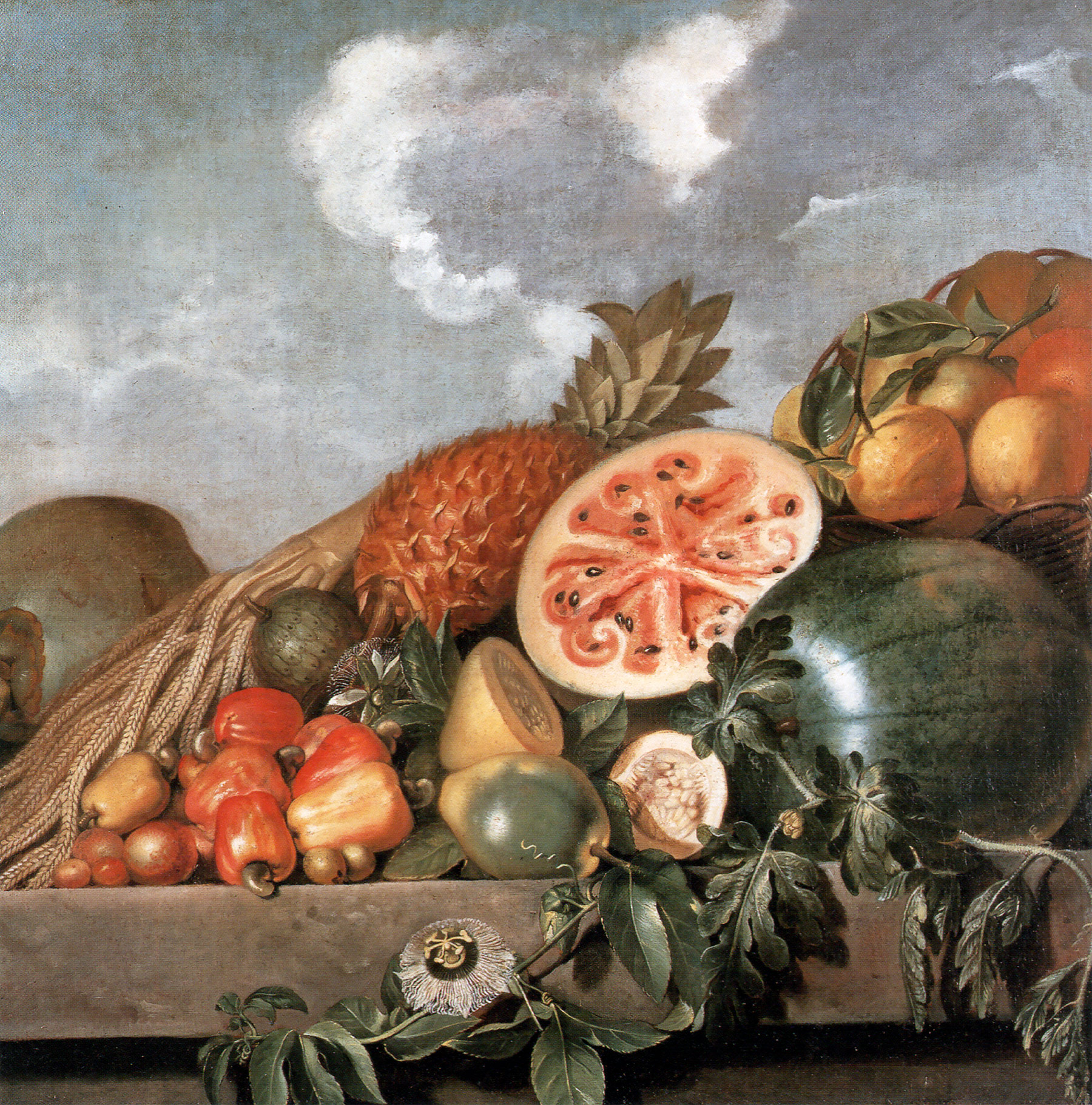
Natureza morta com melancia, abacaxi e outras frutas brasileiras.
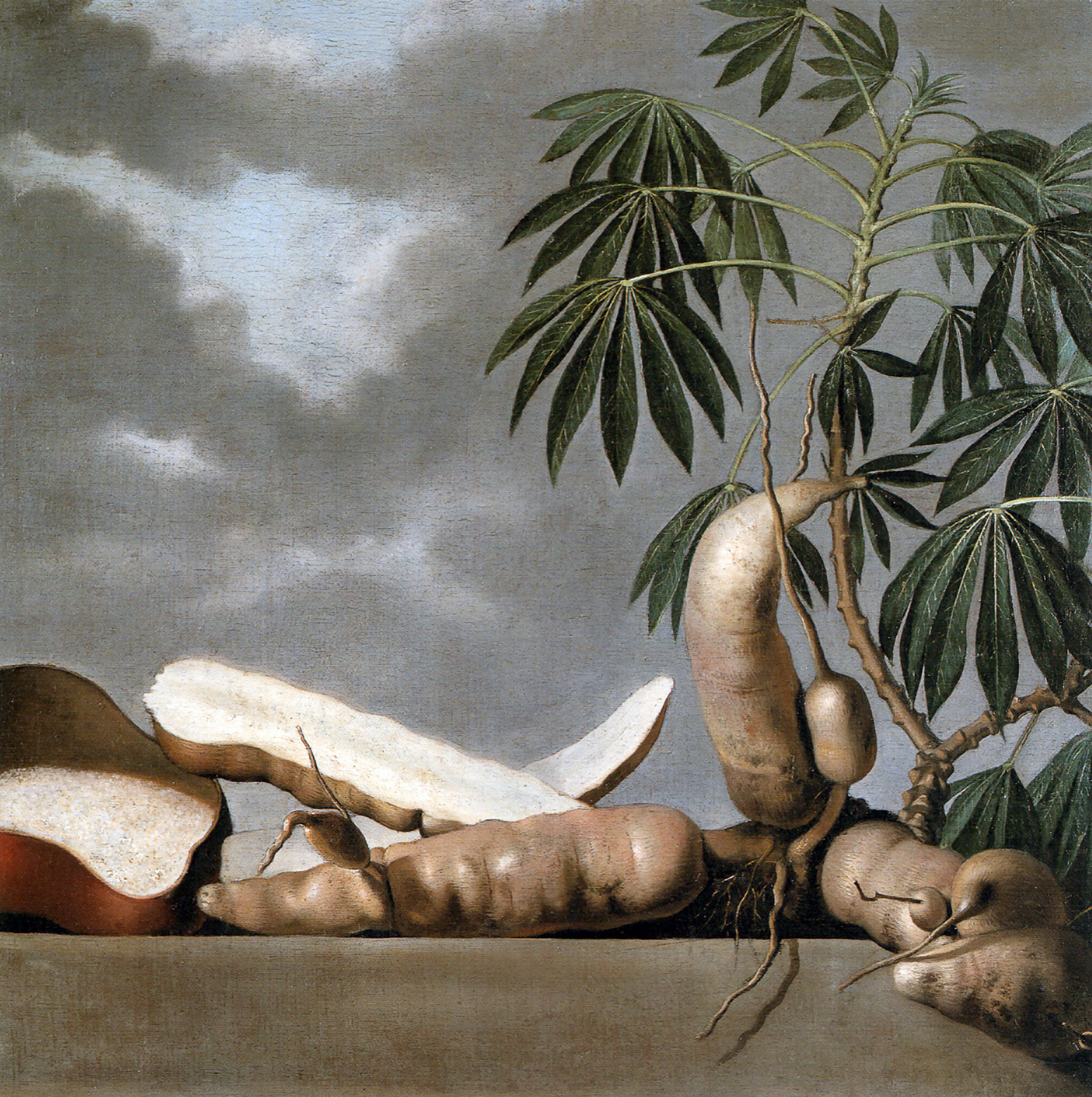
Natureza morta com mandioca.
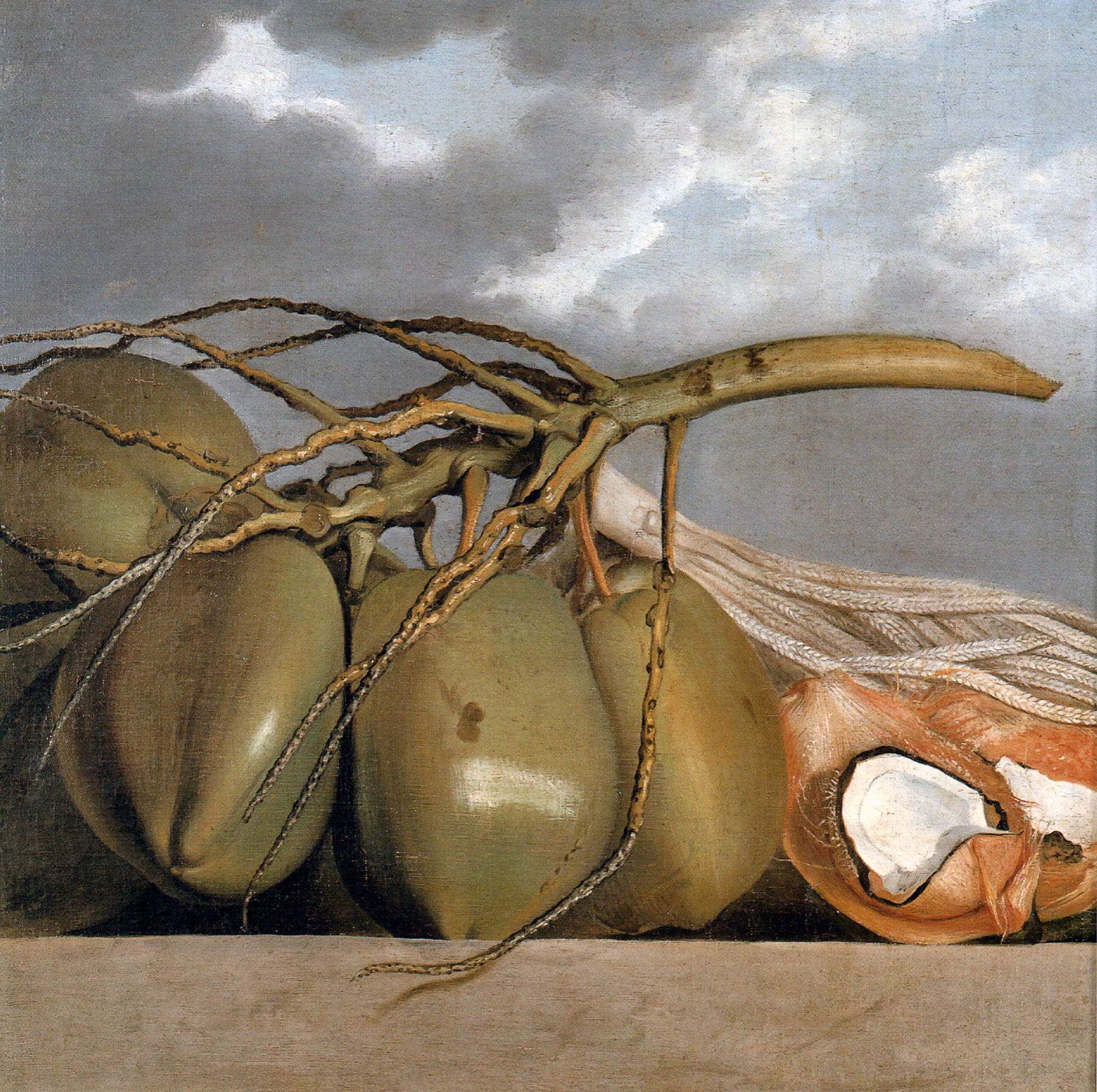
Natureza morta com cocos.
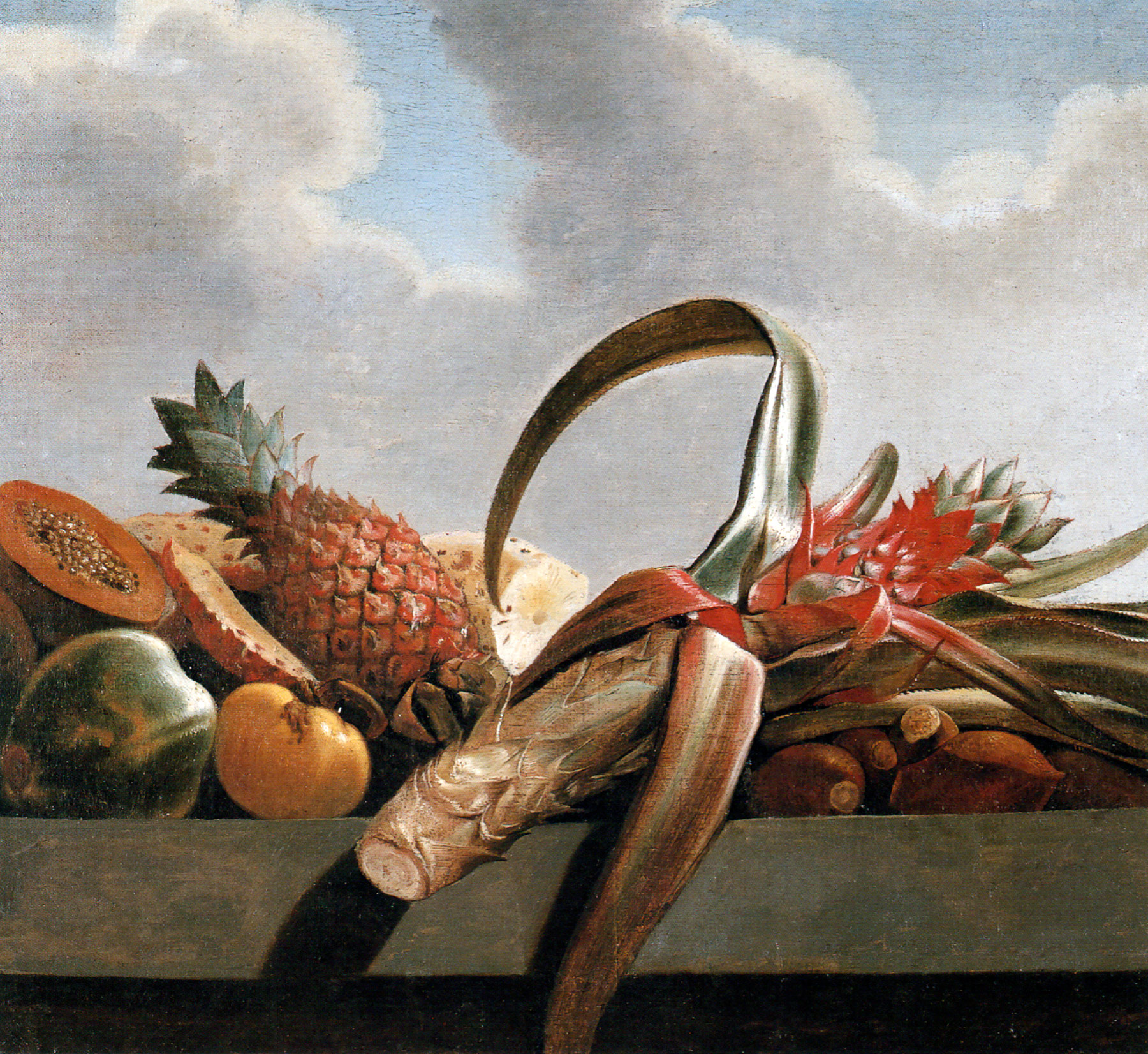
Abacaxi, Mamão e Outras Frutas.
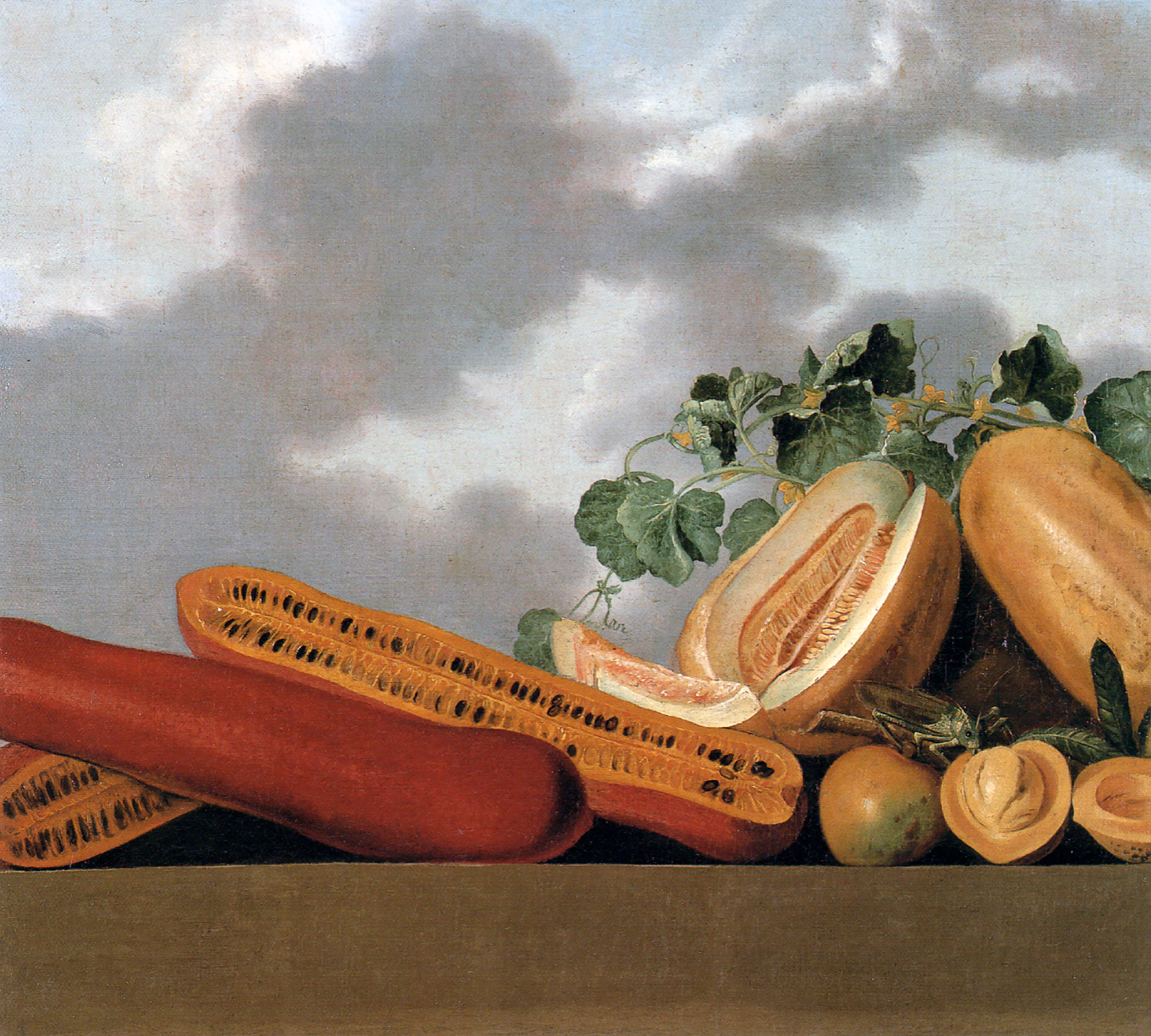
Abóboras e Melões.
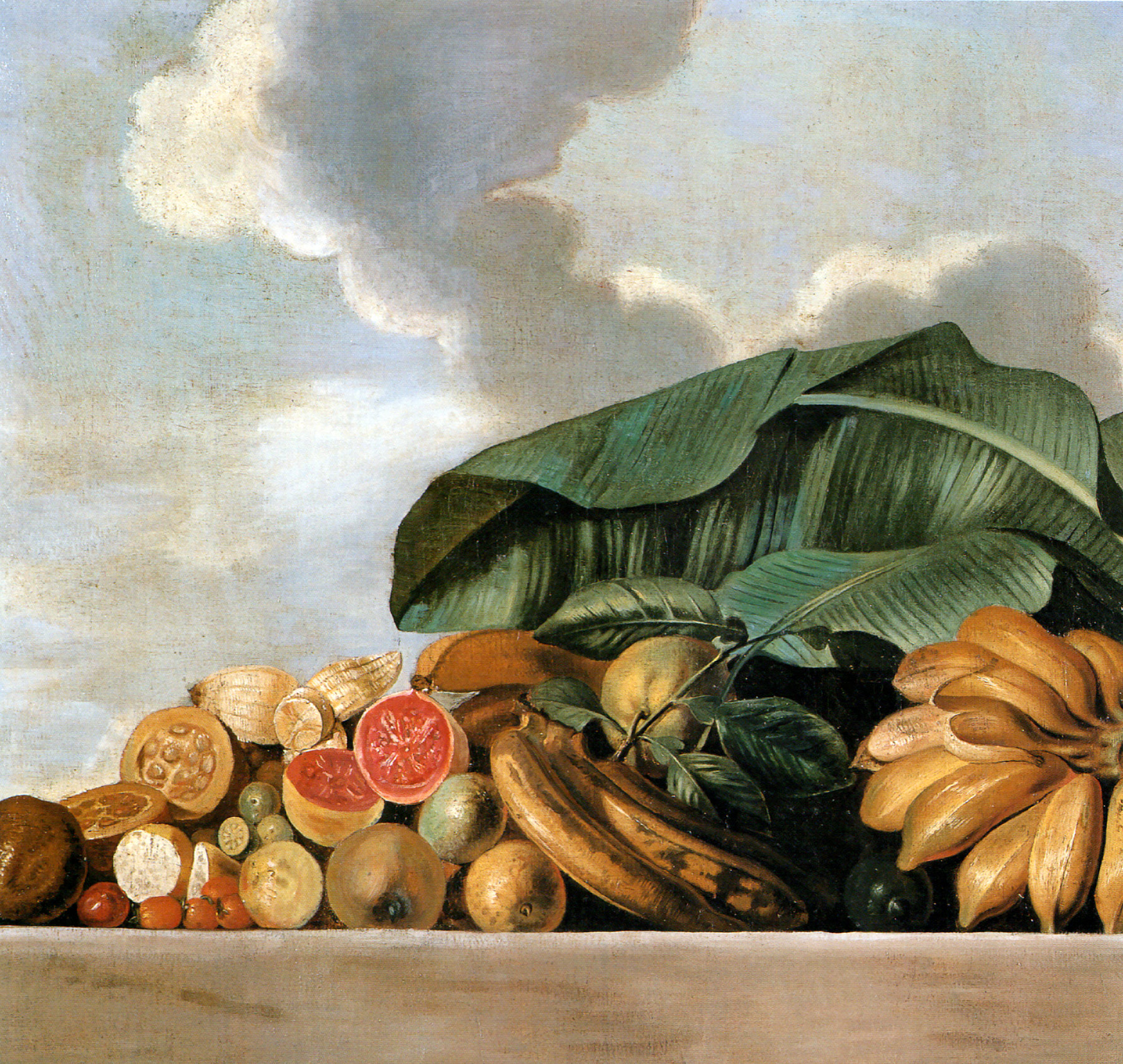
Bananas, goiabas e outras frutas.
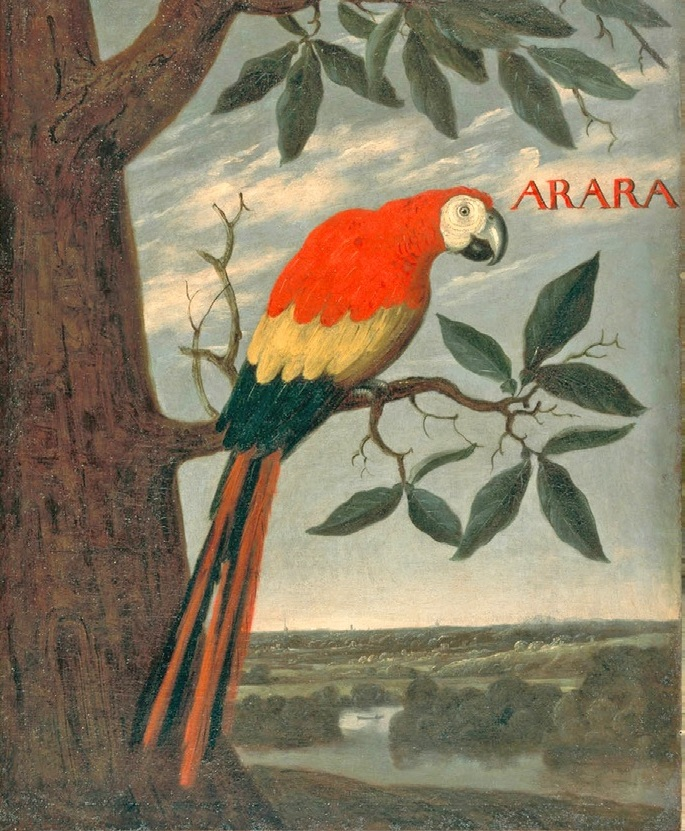
Araracanga.
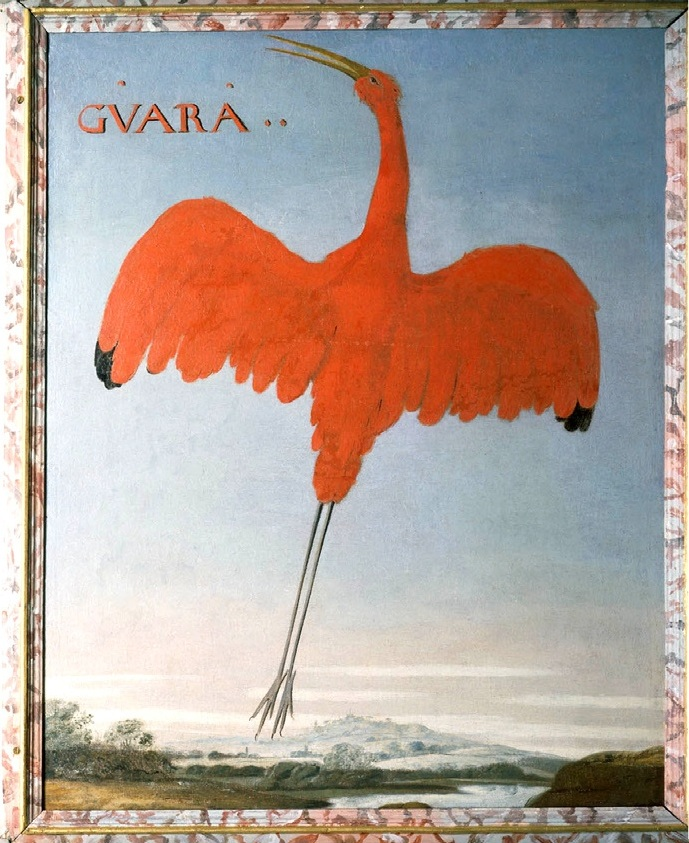
Guará.
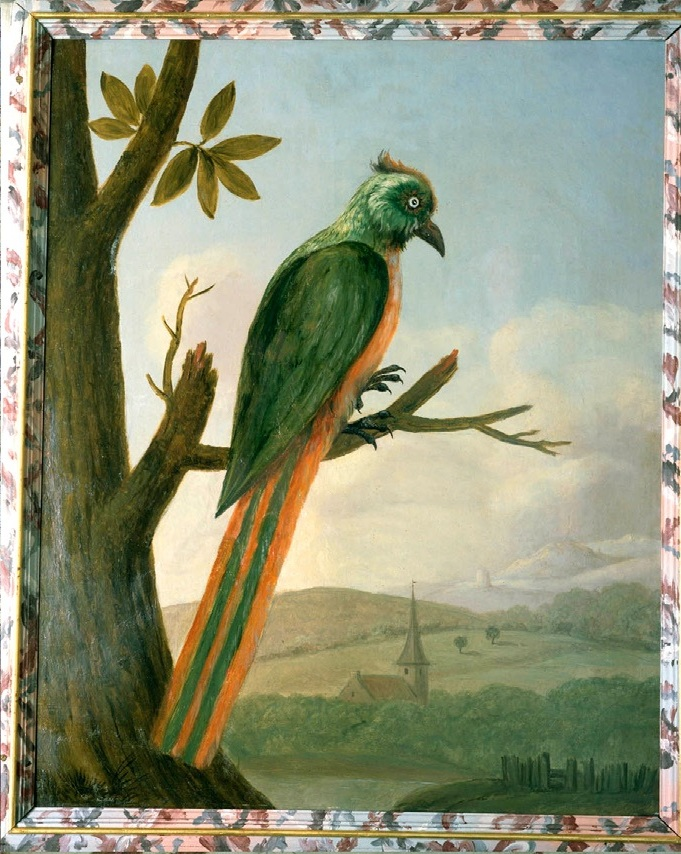
Juruva.
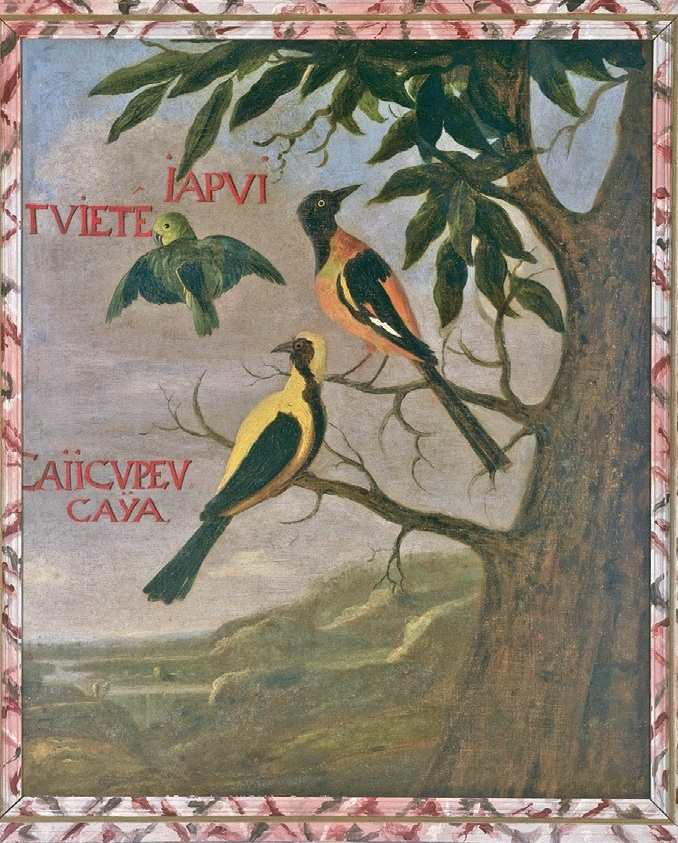
Tuite, Iapui e Caiicupeu caya.